# Pratápolis
Pratápolis este un oraș în Minas Gerais (MG), Brazilia.